# Gassendiceras
Genre
Gassendiceras est un genre fossile d'ammonites (mollusques céphalopodes marins éteints) de la famille des Hemihoplitidae, du Crétacé inférieur (Barrémien supérieur, Biozone à Vandenhekei) du Sud-Est de la France.

## Systématique
Le genre Gassendiceras a été créé en 2006 par les paléontologues français Didier Bert (d), Gérard Delanoy (d) et Stéphane Bersac (d).

## Étymologie
Son nom rend hommage au philosophe et savant français du XVIIe siècle Pierre Gassendi, natif de Champtercier près de Digne-les-Bains.

## Publication originale
- Didier Bert, Gérard Delanoy et Stéphane Bersac, « Descriptions de représentants nouveaux ou peu connus de la famille des Hemihoplitidae Spath, 1924 (Barrémien supérieur, Sud-Est de la France) : conséquences taxinomiques et phylétiques », Annales du Muséum d'histoire naturelle de Nice, vol. 21,‎ 2006, p. 179-253 (ISSN 0336-4917, OCLC 5524764, BNF 34375807).